# Yihun Endashew
Yihun Endashew Zewide (ur. 5 listopada 1992) – piłkarz etiopski grający na pozycji defensywnego pomocnika. Od 2020 jest zawodnikiem klubu Fasil Kenema SC.

## Kariera klubowa
W latach 2015–2017 Yihun grał w klubie Dire Dawa City SC. W 2017 przeszedł do Jimma Aba Jifar FC, z którym w sezonie 2017/2018 wywalczył mistrzostwo Etiopii. W sezonie 2019/2020 występował w Hadiya Hossana FC. W 2020 trafił do Fasil Kenema SC, z którym w sezonie 2020/2021 został mistrzem kraju.

## Kariera reprezentacyjna
W reprezentacji Etiopii Yihun zadebiutował 11 listopada 2015 roku w przegranym 0:1 meczu Pucharu CECAFA 2015 z Rwandą rozegranym w Addis Abebie. W 2022 roku został powołany do kadry na Puchar Narodów Afryki 2021. Rozegrał na nim jeden mecz grupowy, z Burkiną Faso (1:1).